# Soúda (Grèce)
Pour les articles homonymes, voir Souda (homonymie).

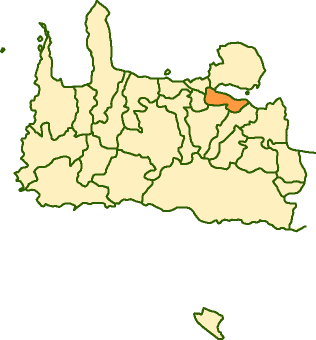
Commune de Soúda, dans le nome de La Canée

Soúda (grec moderne : Σούδα), souvent transcrit en La Sude, est une ville de Crète, en Grèce. Située dans le nome de la Canée, c'est un important port situé au fond de la baie de Souda (également appelée baie de La Sude).

## Situation
Souda se trouve à environ 6 km à l'est du centre de La Canée, dans ce qui n'était autrefois que des marais et marais salants. D'ailleurs le nom donné par les Ottomans à l'emplacement actuel de Soúda était Tuzla signifiant « marais salants ». Dans les années 1870[réf. nécessaire], les Turcs commencèrent à s'établir dans ce lieu, surtout à des fins stratégiques : la baie de Souda offre l'un des ports naturels les plus importants de Méditerranée et le site est facile à défendre.

## Histoire
La baie fut le théâtre de deux événements historiques :
- la bataille de la baie de La Sude qui eut lieu les 14 et 15 juin 1825 entre les Grecs et les Ottomans au cours de la guerre d'indépendance grecque ;
- le raid de la baie de La Sude, une opération commando de marins italiens, contre des navires britanniques au mouillage, qui eut lieu le 26 mars 1942.

## La ville aujourd’hui
De nos jours, Soúda est le point de départ et d'arrivée des ferries pour Le Pirée. Une base navale de l'OTAN se trouve également à Souda, mais principalement de l'autre côté de la baie, dans la péninsule d'Akrotíri.